# Фалес (лунный кратер)
Кратер Фалес (лат. Thales) — крупный ударный кратер в северном полушарии видимой стороны Луны. Название присвоено в честь древнегреческого философа и математика Фалеса Милетского (ок. 636—546 до н. э.) и утверждено Международным астрономическим союзом в 1935 г. Образование кратера относится к коперниковскому периоду.

## Описание кратера

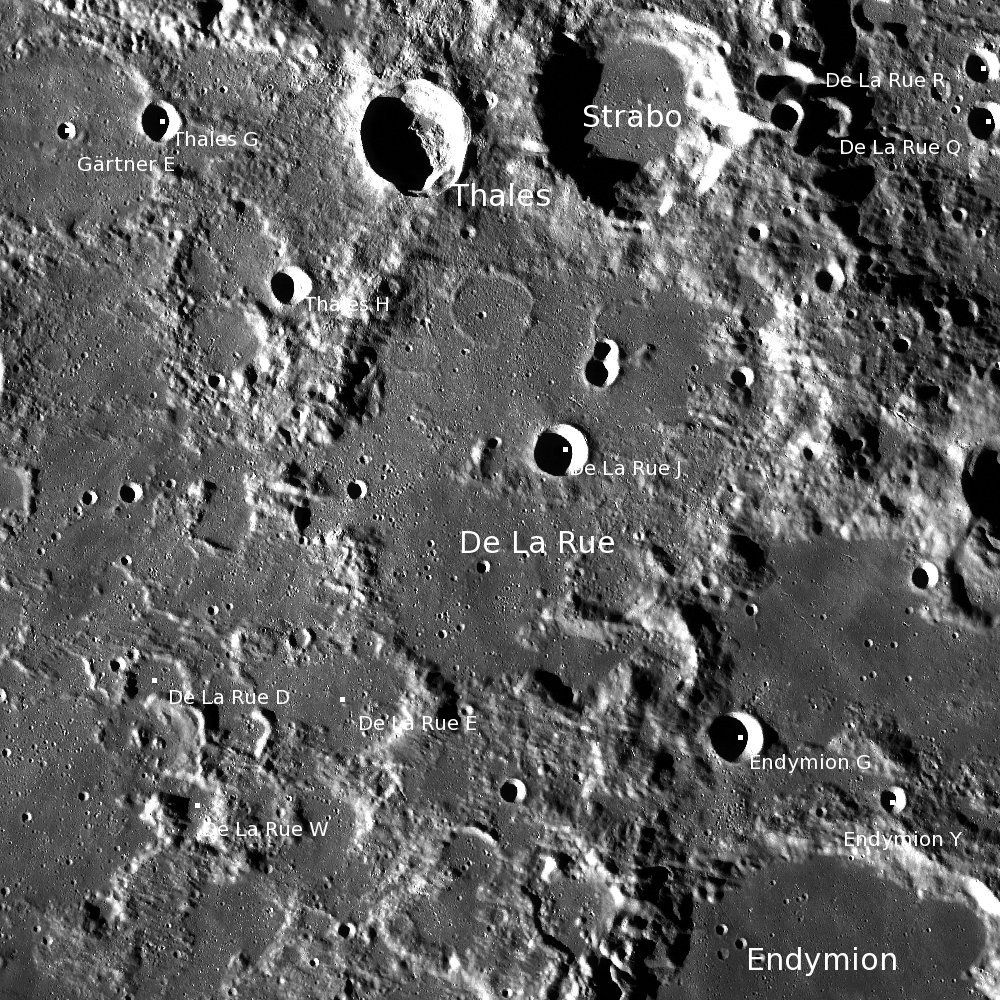
Окрестности кратера Фалес. Снимок зонда Lunar Reconnaissance Orbiter.

Ближайшими соседями кратера Фалес являются кратер Швабе на северо-востоке; кратер Страбон на востоке и кратер Де ля Рю на юге. Селенографические координаты центра кратера 61°44′ с. ш. 50°16′ в. д. / 61,74° с. ш. 50,27° в. д., диаметр 30,8 км, глубина 4540 м.
Кратер Фалес имеет полигональную форму с небольшими выступами в северной и юго-восточной части и практически не разрушен. Вал кратера с четко очерченной кромкой. Внутренний склон террасовидной структуры, особенно в юго-восточной части, с высоким альбедо. Высота вала над окружающей местностью достигает 930 м, объем кратера составляет приблизительно 660 км³. Дно чаши кратера пересеченное, за исключением небольшой ровной области в северо-восточной части. Небольшой центральный пик смещен к северо-западу от центра чаши.
.

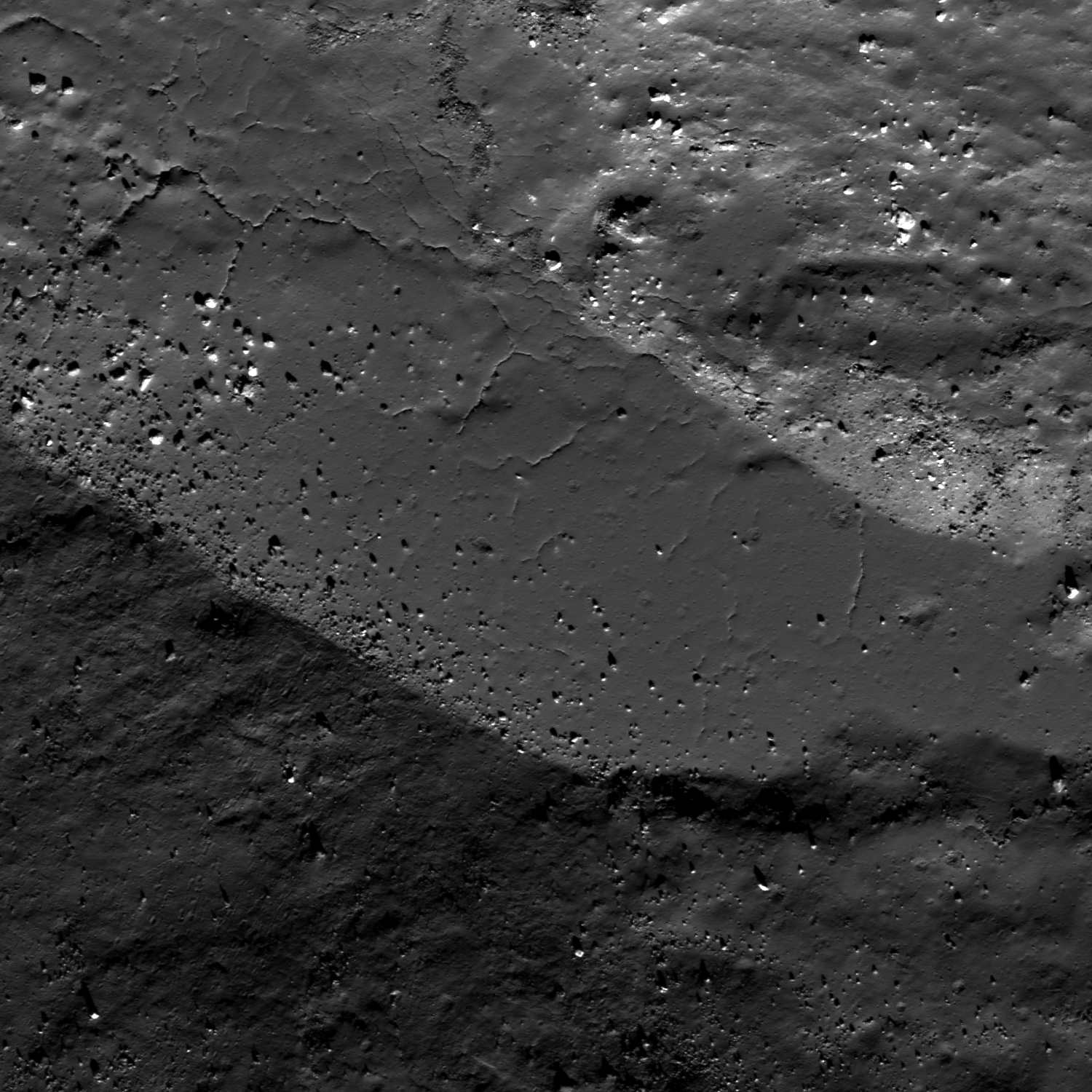
Трещины в застывшем расплаве пород в чаше кратера Фалес. Снимок зонда Lunar Reconnaissance Orbiter.

Кратер Фалес является центром системы лучей распространяющейся на расстояние свыше 600 км и включен в список кратеров с яркой системой лучей Ассоциации лунной и планетарной астрономии (ALPO). Лучи на севере-северо-западе от кратера отсутствуют, что позволяет предположить что образование кратера произошло под низким углом импакта с этого направления.

## Кратковременные лунные явления
В кратере Фалес в 1892 г. американский астроном-наблюдатель Эдвард Эмерсон Барнард наблюдал кратковременные лунные явления (КЛЯ) в виде бледной дымки в чаше кратера.

## Сателлитные кратеры

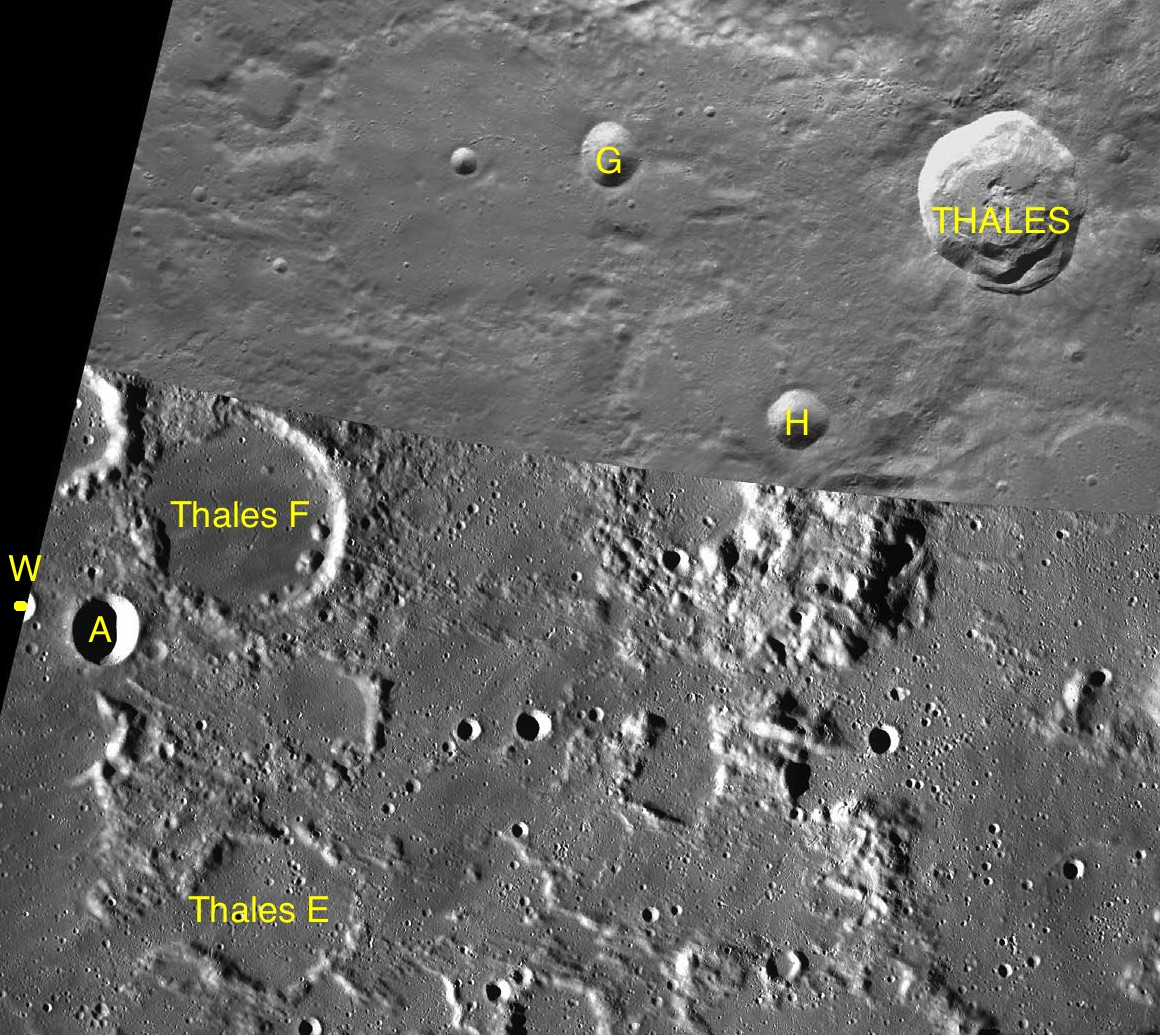
Фрагмент карты LAC-14.

| Фалес | Координаты                                            | Диаметр, км |
| ----- | ----------------------------------------------------- | ----------- |
| A     | 58°34′ с. ш. 40°53′ в. д. / 58,56° с. ш. 40,89° в. д. | 13,1        |
| E     | 57°13′ с. ш. 43°14′ в. д. / 57,21° с. ш. 43,23° в. д. | 29,4        |
| F     | 59°22′ с. ш. 42°05′ в. д. / 59,37° с. ш. 42,08° в. д. | 37,0        |
| G     | 61°45′ с. ш. 45°32′ в. д. / 61,75° с. ш. 45,54° в. д. | 11,5        |
| H     | 60°24′ с. ш. 48°08′ в. д. / 60,4° с. ш. 48,13° в. д.  | 10,5        |
| W     | 58°35′ с. ш. 39°54′ в. д. / 58,59° с. ш. 39,9° в. д.  | 6,1         |

## См.также
- Список кратеров на Луне
- Лунный кратер
- Морфологический каталог кратеров Луны
- Планетная номенклатура
- Селенография
- Минералогия Луны
- Геология Луны
- Поздняя тяжёлая бомбардировка